# Sofia Rusova
Sofía Rusova (nacida Sofía Lindfors) (Oleshnia, Chernigov, Imperio ruso; 18 de febrero de 1856 - Praga, Primera República Checoeslovaca; 5 de febrero de 1940) fue pedagoga, autora, defensora de los derechos de las mujeres y activista política ucraniana.

## Primeros años
Sofia Lindfors-Rusova nació en el pequeño pueblo de Oleshnia, Gobernación de Chernigov, parte del Imperio ruso en ese momento, actualmente Koriukivka, Óblast de Chernihiv, Ucrania. Su padre, Fedir Lindfors, era parte nobleza báltica, y su madre, Hanna Gervais, era de ascendencia francesa. Los Lindfors hablaban el ruso y el francés en casa. Rusova era una niña cuando su hermana de diez años, Natalia, y su hermano de seis años, Volodymyr, murieron. Su madre contrajo tuberculosis y murió poco después. La hermana mayor de Rusova, María, apenas una adolescente, asumió el rol de madre. La familia se mudó a Kyiv cuando Rusova tenía diez años, y allí estudió en el Gimnasio Fundukleiev.

## Educadora
Rusova es reconocida como una destacada pedagoga y defensora de la educación nacional.
En 1871 murió su padre, dejándola huérfana junto a su hermana María, de 27 años, y a su hermano Oleksander, de 31 años. Poco después, Rusova y su hermana María se fueron a vivir juntas. En Kyiv no existían preescolares, por lo que las hermanas decidieron estudiar educación infantil y finalmente abrir uno. En 1872 se inauguró el primer preescolar de Kyiv.

## Activista política
En el siglo XIX, las instituciones políticas y militares de Ucrania habían sido desmanteladas por el Imperio ruso. A los ucranianos se les etiquetaba como “pequeños rusos” y se les trataba como subordinados. Ucrania fue reducida a un estatus provincial. A finales del siglo XIX, el Imperio ruso promovió un feroz sentimiento antiucraniano ., El régimen imperial del zar Alejandro II emitió el Ems Ukaz  en el cual se prohibía el uso del idioma ucraniano en la prensa escrita. Por su parte la intelectualidad ucraniana estaba decidida a publicar el Kobzar  completo de Taras Shevchenko en dos volúmenes, incluidas las partes del texto que habían sido censuradas y eran prácticamente desconocidas en Ucrania. Rusova y su marido, Oleksander Rusov, pasaron un tiempo en Praga preparando el texto para su publicación. Fedir Vovk, antropólogo y arqueólogo, proporcionó a Shevchenko los manuscritos que había comprado a sus hermanos con dinero donado por ucranianos ricos. Con gran riesgo personal, la pareja trajo consigo a Ucrania la obra completa y publicada de Kobzar.
El matrimonio Rusov fue exiliado más de una vez a San Petersburgo por su actividad cívica y política. Rusova fue arrestada y encarcelada en varias ocasiones por sus opiniones y escritos “revolucionarios”. En 1917 se convirtió en miembro del Consejo Central de Ucrania. Rusova sirvió en el Departamento de Educación Preescolar y de Adultos del Ministerio de Educación. Fue profesora de educación en el Instituto Pedagógico Froebel de Kyiv antes de la Primera Guerra Mundial y en la Universidad Nacional Kamyanets-Podilsky después de la guerra. Rusova fue miembro fundadora y primera presidenta del Consejo Nacional de Mujeres Ucranianas. Se desempeñó como representante de las mujeres ucranianas en varias conferencias internacionales.

## Legado
Rusova promovió la educación continua, los derechos humanos y la organización política de los campesinos. Escapó de la Ucrania soviética en 1922 y se mudó en Praga, donde enseñó en el Instituto Pedagógico Superior Ucraniano entre 1924 y 1939. Murió en Praga a la edad de 84 años y fue enterrada en el cementerio de Olsanske.
En 2016 se acuñó en Ucrania una moneda conmemorativa en honor del 160 aniversario del nacimiento de Rusova. En la localidad de Ripky se instaló un monumento en el recinto escolar. La escuela Sofía Rusova en Oleshnia, donde nació, alberga un modesto museo  y organiza talleres académicos dedicados a ella.